# Hessentag 2007

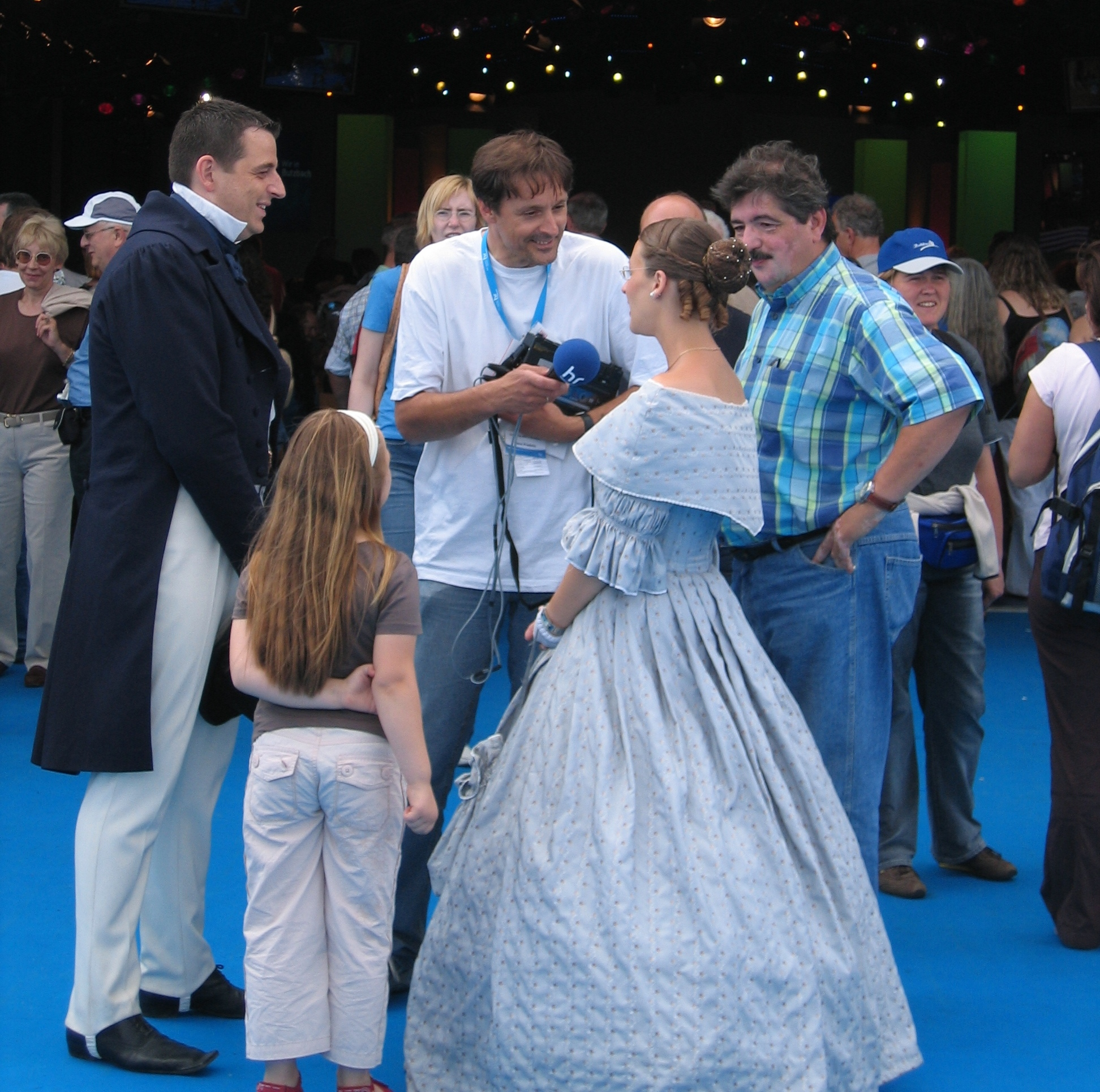
Hessentagspaar 2007

Der Hessentag 2007 war der 47. Hessentag. Das Fest fand vom 1. bis 10. Juni 2007 in der im Wetteraukreis liegenden Mittelstadt Butzbach statt und stellte mit 1,1 Millionen Besuchern den Rekord des Hessentages 2001 in Dietzenbach ein. Dabei waren rund 2.000 ehrenamtliche Helfer im Einsatz.
Eröffnet wurde der Hessentag, dessen Motto In Butzbach feiert Hand in Hand, den Hessentag das ganze Land lautete, von Ministerpräsident Roland Koch (CDU) und Bürgermeister Michael Merle (SPD). Das Hessentagspaar bildeten die Eheleute Nadine und Stefan Häuser.
Zum Programm gehörten neben dem Festzug u. a. ein Ballonglühen, eine Messe mit Karl Kardinal Lehmann, Zinnfiguren-Dioramen, eine Landesausstellung, ein Prominenten-Wettmelken, die zur Rosenkirche umdekorierte Markuskirche sowie Veranstaltungen der Hessischen Vereinigung für Tanz- und Trachtenpflege.
Zu den aufgetretenen Künstlern zählten u. a. Annett Louisan, Aerosmith, Reamonn, Ian Anderson, Alphaville, Die Fantastischen Vier, Silbermond, Udo Jürgens, Boney M., Harpo, die Höhner, Klaus Hoffmann und Barbara Auer.
Das Defizit der Veranstaltung, dass die Stadt tragen musste, belief sich auf 2,8 Millionen Euro.

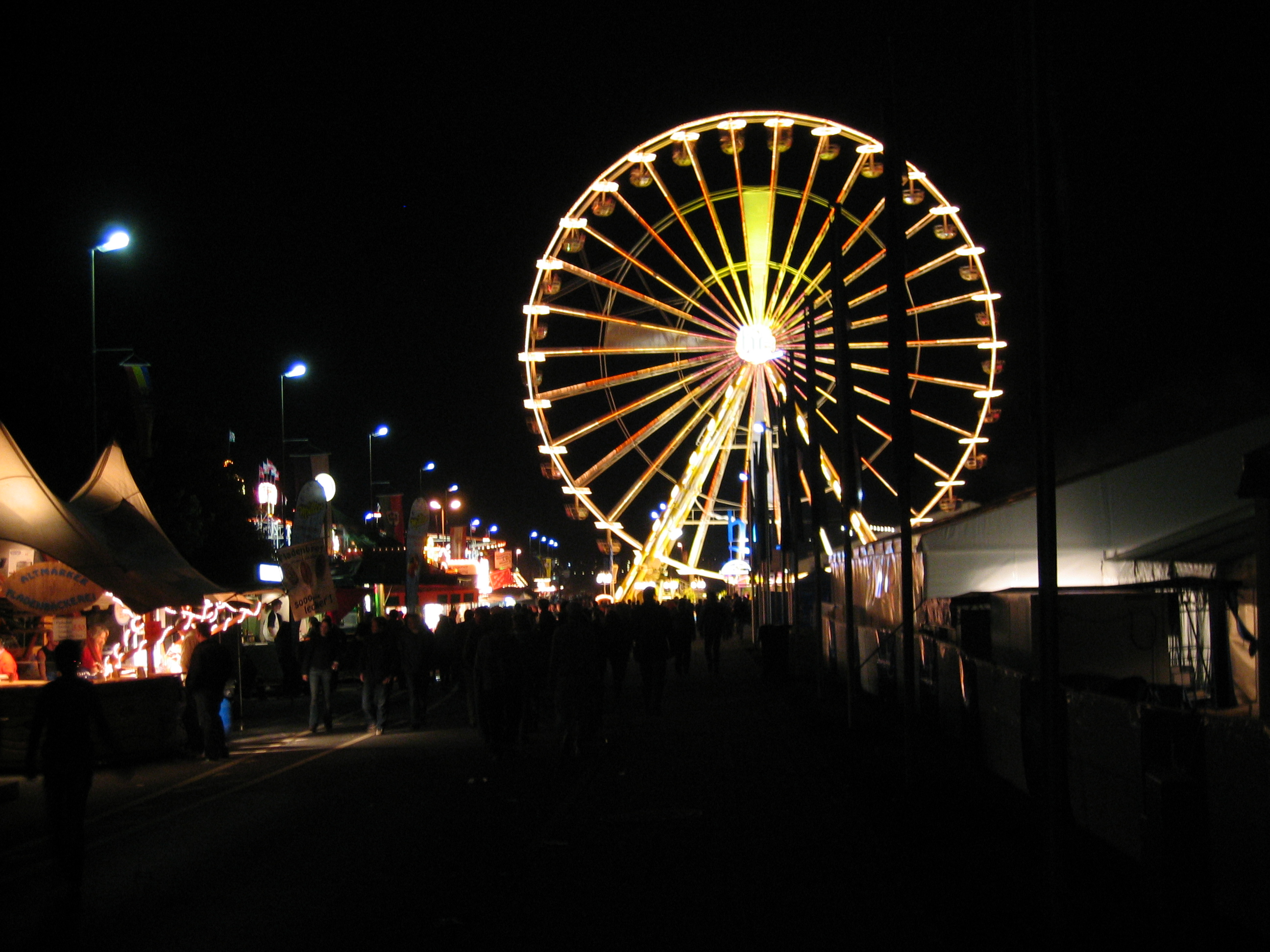
Riesenrad
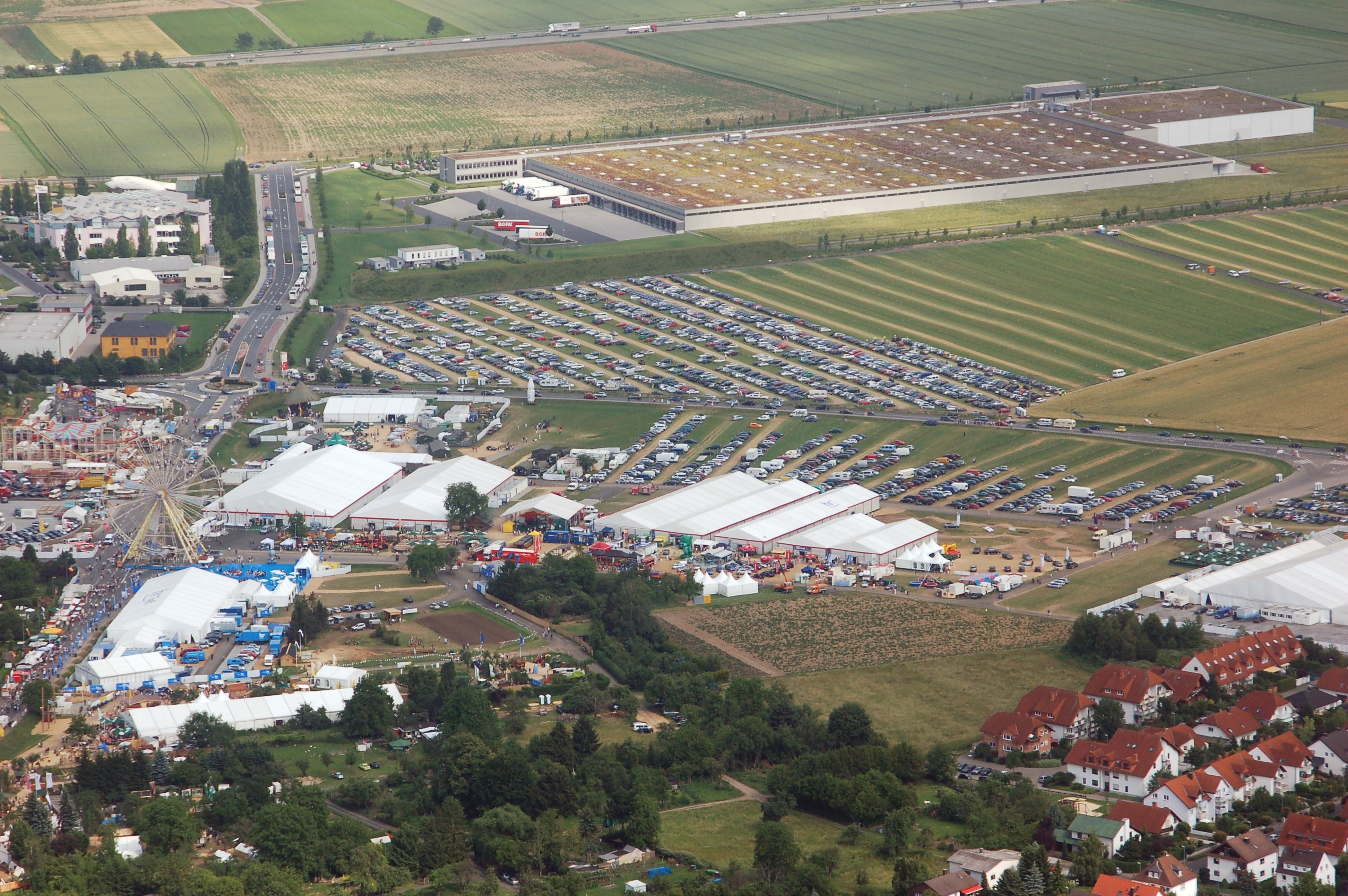
Luftaufnahme
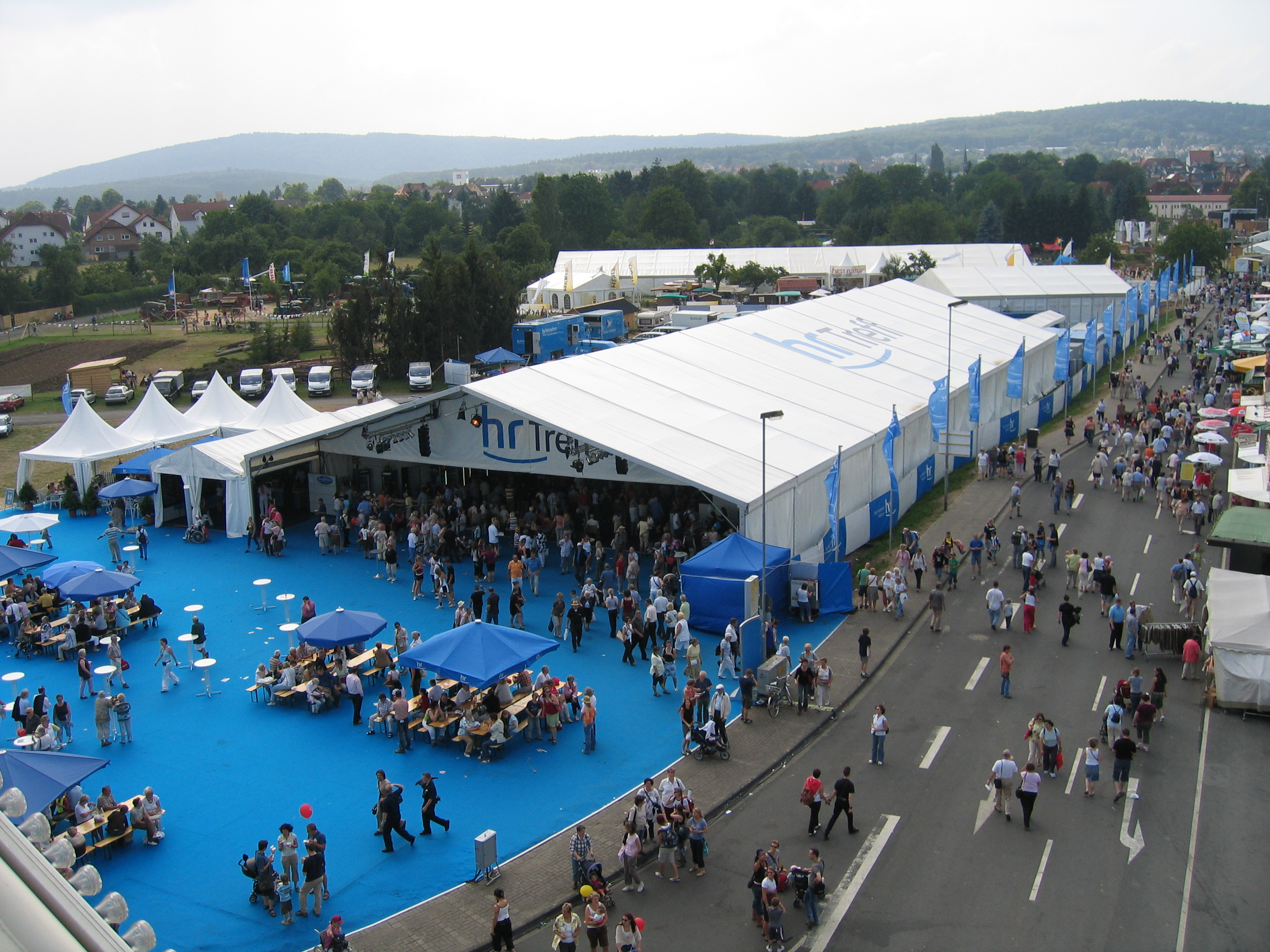
hr-Treff
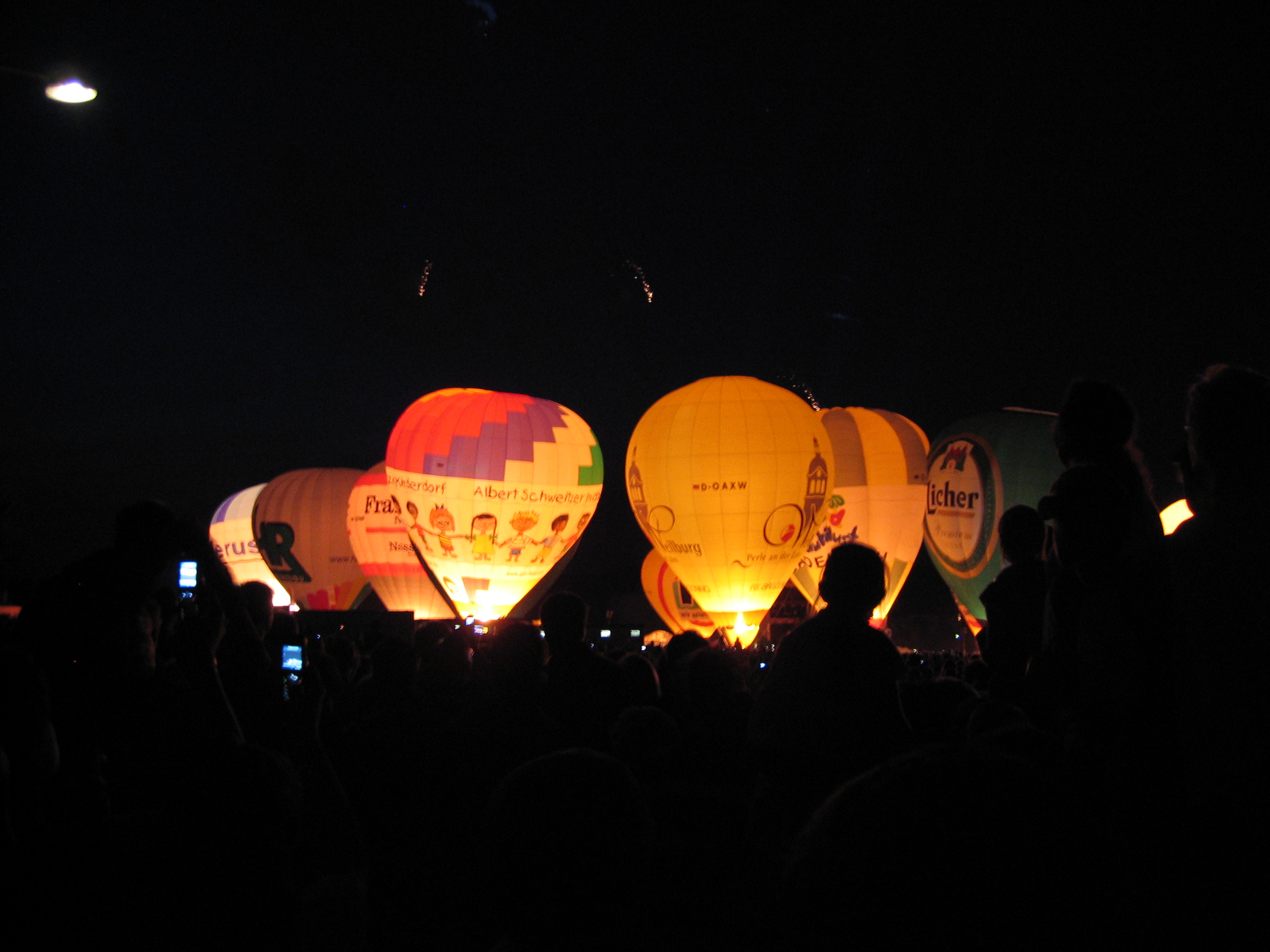
Ballonglühen